# Randonnai
Randonnai és un municipi francès situat al departament de l'Orne i a la regió de Normandia. L'any 2007 tenia 799 habitants.

## Demografia

### Població
El 2007 la població de fet de Randonnai era de 799 persones. Hi havia 306 famílies de les quals 86 eren unipersonals (35 homes vivint sols i 51 dones vivint soles), 98 parelles sense fills, 75 parelles amb fills i 47 famílies monoparentals amb fills.
La població ha evolucionat segons el següent gràfic:
Habitants censats

### Habitatges
El 2007 hi havia 388 habitatges, 314 eren l'habitatge principal de la família, 42 eren segones residències i 32 estaven desocupats. 339 eren cases i 44 eren apartaments. Dels 314 habitatges principals, 173 estaven ocupats pels seus propietaris, 134 estaven llogats i ocupats pels llogaters i 7 estaven cedits a títol gratuït; 2 tenien una cambra, 20 en tenien dues, 52 en tenien tres, 109 en tenien quatre i 131 en tenien cinc o més. 257 habitatges disposaven pel capbaix d'una plaça de pàrquing. A 153 habitatges hi havia un automòbil i a 110 n'hi havia dos o més.

### Piràmide de població
La piràmide de població per edats i sexe el 2009 era:
| Homes | Edats   | Dones |
| ----- | ------- | ----- |
| 0     | 95 o +  | 0     |
| 0     | 90 a 94 | 4     |
| 8     | 85 a 89 | 12    |
| 0     | 80 a 84 | 4     |
| 12    | 75 a 79 | 12    |
| 16    | 70 a 74 | 24    |
| 20    | 65 a 69 | 36    |
| 24    | 60 a 64 | 12    |
| 12    | 55 a 59 | 36    |
| 24    | 50 a 54 | 24    |
| 16    | 45 a 49 | 20    |
| 28    | 40 a 44 | 4     |
| 40    | 35 a 39 | 16    |
| 24    | 30 a 34 | 40    |
| 40    | 25 a 29 | 36    |
| 28    | 20 a 24 | 24    |
| 24    | 15 a 19 | 32    |
| 32    | 10 a 14 | 28    |
| 20    | 5 a 9   | 44    |
| 32    | 0 a 4   | 12    |

## Economia
El 2007 la població en edat de treballar era de 471 persones, 286 eren actives i 185 eren inactives. De les 286 persones actives 224 estaven ocupades (122 homes i 102 dones) i 62 estaven aturades (38 homes i 24 dones). De les 185 persones inactives 49 estaven jubilades, 39 estaven estudiant i 97 estaven classificades com a «altres inactius».

### Ingressos
El 2009 a Randonnai hi havia 320 unitats fiscals que integraven 797 persones, la mediana anual d'ingressos fiscals per persona era de 12.488 €.

### Activitats econòmiques
Dels 25 establiments que hi havia el 2007, 1 era d'una empresa alimentària, 1 d'una empresa de fabricació de material elèctric, 2 d'empreses de fabricació d'altres productes industrials, 4 d'empreses de construcció, 6 d'empreses de comerç i reparació d'automòbils, 1 d'una empresa de transport, 2 d'empreses d'hostatgeria i restauració, 3 d'empreses de serveis, 4 d'entitats de l'administració pública i 1 d'una empresa classificada com a «altres activitats de serveis».
Dels 6 establiments de servei als particulars que hi havia el 2009, 1 era un taller de reparació d'automòbils i de material agrícola, 2 paletes, 1 guixaire pintor, 1 perruqueria i 1 restaurant.
Dels 3 establiments comercials que hi havia el 2009, 1 era una botiga de menys de 120 m² i 2 carnisseries.
L'any 2000 a Randonnai hi havia 5 explotacions agrícoles.

## Equipaments sanitaris i escolars
L'únic equipament sanitari que hi havia el 2009 era una farmàcia.
El 2009 hi havia una escola elemental.

## Poblacions més properes
El següent diagrama mostra les poblacions més properes.